# Alberto Acquacalda
Alberto Acquacalda (Ravenna, 1º agosto 1898 – Lugo, 11 agosto 1921) è stato un militare e attivista italiano, tenente degli Arditi e decorato al valore.

## Biografia
Ideologicamente si formò sul mazzinianesimo e fu un "interventista di sinistra". Da alcune note della Prefettura di Ravenna (fu schedato il 2 agosto 1921) risulta persona proba, ben vista sia in pubblico che in famiglia. Di cultura superiore, avendo frequentato l'istituto tecnico, e in grado di far proselitismo per l'ideologia in cui credeva, era ben conosciuto per la frequentazione di  anarchici e comunisti. Durante il biennio rosso, svolse un'"attiva propaganda" rivoluzionaria nel ravennate e nel gennaio del 1921 aderì al Partito Comunista d'Italia; viene specificato, sempre nella schedatura, che da lì in poi partecipò a tutte le iniziative di partito, dimostrando le sue doti di organizzatore e trascinatore dei compagni. Fu nominato istruttore e capo squadra degli arditi del popolo di Ravenna.
L'11 agosto, assieme ad altri tre compagni, tra cui Rodolfo Salvagiani, si recò in auto a Lugo per constrastare le violenze squadriste che avevano sconvolto la zona. Proprio la notte precedente, in una serie di sparatorie tra fascisti ed antifascisti nelle vie della cittadina romagnola, erano morti due squadristi ed il comunista Supremo Randi. Come il gruppetto giunse nella cittadina fu riconosciuto dai fascisti, che erano affluiti in massa a Lugo, circondato e massacrato a bastonate e pugnalate. Acquacalda fu ferito mortalmente da due coltellate e cinque colpi di pistola. Spirò qualche ora dopo all'ospedale di Lugo. I suoi compagni, seppur gravemente feriti, sopravvissero.

## Omaggi
Nel secondo dopoguerra Ravenna e Lugo gli hanno intitolato una via della città.